# Сенгор, Ламин
Ламин Сенгор (фр. Lamine Senghor, 15 сентября 1889, Жоаль-Фадиут, Сенегал — 25 ноября 1927, Фрежюс, Франция) — сенегальский и французский общественный и политический деятель, антиколониалист из народности серер.

## Биография
В рядах сенегальских стрелков принимал участие в Первой мировой войне. Один из участников волнений во Фрежюсе. После войны остался во Франции, вступил во Французскую коммунистическую партию и активно участвовал в политической жизни страны, выступая за независимость Сенегала. В результате чего власти наложили запрет на его возвращение на родину. Был кандидатом на местных выборах в Париже в 1924 году. Незадолго до смерти в 1927 году был приглашён на учредительный конгресс Антиимпериалистической лиги в Брюсселе, организованный Коминтерном.

## Работы
- La violation d'un pays, et autres écrits anticolonialistes (présentation de David Murphy). L'Harmattan, Paris, 2012